# Miyori no Mori
Miyori e a Floresta Mágica, originalmente lançado no Japão como Miyori no Mori (ミヨリの森, Miyori no Mori, lit. "A Floresta de Miyori") é um filme de anime de 2007 baseado no mangá de mesmo nome de Hideji Oda que foi lançado em 2004. O filme foi produzido pela Nippon Animation e exibido pela Fuji TV.
Além disso também foram lançadas outras duas sequelas em mangá que foram Miyori no Mori no Shiki (ミヨリの森の四季) e Zoku Miyori no Mori no Shiki (続・ミヨリの森の四季) que foram publicadas entre 2007 e 2008. No Brasil o filme foi exibido pela TV Cultura no dia 25 de março de 2010, e depois no dia 21 de janeiro de 2011, ambas as exibições através da Matinê Cultura.

## Enredo
Miyori é uma garota solitária que quando ainda era bebê foi escolhida pelos espíritos para defender a floresta como uma guardiã, porém vários anos depois seus pais acabaram se separando fazendo-a passar a morar com seus avós próxima da floresta. A princípio ela não gosta da ideia de ficar com seus avós além de não se contentar ao descobrir ser a guardiã ou com seus colegas de classe que acabam de a conhecer, porém após ela descobrir da inundação que ocorreria com a construção da represa na floresta ela decide procurar um jeito de impedir que isso aconteça com seus amigos.